# 友納理緒
友納 理緒（とものう りお、1980年〈昭和55年〉11月18日 - ）は、日本の政治家、弁護士、看護師、保健師。自由民主党所属の参議院議員（1期）、内閣府大臣政務官。本名は土肥 理緒（どい りお）。日本看護連盟の組織内候補。

## 来歴
東京都に生まれ神奈川県で育つ。姉はチェリストの友納真緒、叔父は第34代日本青年会議所関東地区協議会会長を務めた友納康二、大伯父は千葉県知事を務めた友納武人。
高校2年生の時、フィリピンのマザー・テレサの家でボランティアをしたことをきっかけに看護師を目指すようになり、雙葉高等学校卒業後、東京医科歯科大学に入学。進学した頃は医療事故のニュースが相次いで報じられた時期でもあり、看護師の立場にたって支援できる存在（弁護士）になりたいとも考えるようになった。
2003年、東京医科歯科大学医学部保健衛生学科卒業（看護師、保健師免許取得）。2005年、東京医科歯科大学大学院保健衛生学研究科博士前期課程修了。同年から2011年まで都内医療機関で勤務する。2008年、早稲田大学大学院法務研究科修了。
2010年に司法試験に合格し、2011年、弁護士登録（第二東京弁護士会）。
2014年、土肥法律事務所設立。同年から2016年までは阿部俊子衆議院議員政策担当秘書も務めた。2015年、公益社団法人日本看護科学学会研究倫理審査委員会委員に就任。2019年一般社団法人日本看護学校協議会共済会顧問弁護士に就任。2020年公益社団法人日本看護協会参与に就任。
2022年1月31日、自由民主党が同年夏の第26回参議院議員通常選挙比例代表に友納を擁立すると発表。7月10日実施の参院選で、自民党は比例代表に特定枠2人を含め計33人の候補者を擁立し、18議席を獲得。友納は9番目の得票数（特定枠を含むと11番目）により、初当選を果たした。
2024年11月13日、第2次石破内閣にて内閣府大臣政務官に就任。

## 政策・主張

### 憲法
- 憲法改正について、2022年のNHKのアンケートで「賛成」と回答[15]。
- 9条改憲について、2022年の毎日新聞社のアンケートで回答しなかった[16]。9条への自衛隊の明記について、2022年のNHKのアンケートで回答しなかった[15]。
- 憲法を改正し緊急事態条項を設けることについて、2022年のNHKのアンケートで回答しなかった[15]。

### 外交・安全保障
- 敵基地攻撃能力を持つことについて、2022年のNHKのアンケートで回答しなかった[15]。
- 普天間基地の辺野古移設について、2022年の毎日新聞社のアンケートで回答しなかった[16]。
- ロシアは2022年2月24日、ウクライナへの全面的な軍事侵攻を開始した[17]。日本政府が行ったロシアに対する制裁措置についてどう考えるかとの問いに対し、2022年のNHKのアンケートで「適切だ」と回答[15]。同年の毎日新聞社のアンケートで「制裁をより強めるべきだ」と回答[16]。
- 2022年6月7日、政府は経済財政運営の指針「骨太方針」を閣議決定した。NATO加盟国が国防費の目標としている「GDP比2％以上」が例示され、防衛力を5年以内に抜本的に強化する方針が明記された[18]。「防衛費を今後どうしていくべきだと考えるか」との問いに対し、2022年のNHKのアンケートで「ある程度増やすべき」と回答[15]。
- 徴用工訴訟問題や慰安婦問題などをめぐり日韓の対立が続くなか、関係改善についてどう考えるかとの問いに対し、2022年の毎日新聞社のアンケートで「韓国政府がより譲歩すべきだ」と回答[16]。

### ジェンダー
- 選択的夫婦別姓制度の導入について、2022年のNHK、毎日新聞社のアンケートで回答しなかった[15][16]。
- 同性婚を可能とする法改正について、2022年のNHK、毎日新聞社のアンケートで回答しなかった[15][16]。
- クオータ制の導入について、2022年のNHKのアンケートで回答しなかった[15]。

### その他
- アベノミクスについて、2022年の毎日新聞社のアンケートで「評価するが、修正すべきだ」と回答[16]。
- 「原子力発電への依存度を今後どうするべきか」との問題提起に対し、2022年のNHKのアンケートで回答しなかった[15]。
- 国会議員の被選挙権年齢の引き下げについて、2022年の毎日新聞社のアンケートで回答しなかった[16]。

## 著作
- 『裁判例から学ぶ看護ケアと看護記録 看護師から弁護士になった私がもっと早く知っておきたかったこと』（医歯薬出版、2022年1月）

### 共著
- 『スッキリ、ナットク介護記録の減らし方』（中央法規出版、2012年8月）
- 『業界別・場面別 役員が知っておきたい法的責任―役員責任追及訴訟に学ぶ現場対応策―』（経済法令研究会、2014年2月）
- 『経済刑事裁判例に学ぶ 不正予防・対応策―法的・会計的視点から―』（経済法令研究会、2015年2月）
- 『医療安全 患者を護る看護プロフェッショナル』（医歯薬出版、2015年10月）
- 『看護学原論 改訂第3版』（南江堂、2020年3月）

## 選挙歴
| 当落 | 選挙                     | 執行日         | 年齢 | 選挙区       | 政党       | 得票数     | 得票率 | 定数 | 得票順位 /候補者数 | 政党内比例順位 /政党当選者数 |
| ---- | ------------------------ | -------------- | ---- | ------------ | ---------- | ---------- | ------ | ---- | ------------------ | ---------------------------- |
| 当   | 第26回参議院議員通常選挙 | 2022年07月10日 | 41   | 参議院比例区 | 自由民主党 | 17万4335票 | 0.95%  | 50   | 11/33              | 11/18                        |